# Euxoa deserticola
Euxoa deserticola là một loài bướm đêm trong họ Noctuidae.